# Gabriel Bateman
Gabriel Michael Bateman (Turlock, Kalifornia, 2004. szeptember 10. –) amerikai színész.
Leginkább horrorfilmekben játszott alakításairól ismert: Annabelle (2014), Amikor kialszik a fény (2016), Gyerekjáték (2019) és Téboly (2020).

## Élete és pályafutása
Bateman a kaliforniai Turlockban nevelkedett, de Kaliforniában délre költözött, amikor színészi pályafutását elkezdte. Van egy nővére, Talitha Bateman, aki szintén színész.

## Filmográfia

### Film
| Év   | Cím                    | Eredeti cím                | Szerep             | Magyar hang     |
| ---- | ---------------------- | -------------------------- | ------------------ | --------------- |
| 2012 |                        | George Biddle, CPA         | gyerek             |                 |
| 2013 |                        | The Park Bench (rövidfilm) | fiú                |                 |
| 2014 | Annabelle              | Annabelle                  | Robert             |                 |
| 2015 |                        | Band of Robbers            | Huck Finn fiatalon |                 |
| 2015 | Sakkmatt               | Checkmate                  | Christopher        |                 |
| 2016 | Amikor kialszik a fény | Lights Out                 | Martin Wells       | Pál Dániel Máté |
| 2018 |                        | Benji                      | Carter Hughes      |                 |
| 2018 |                        | Saint Judy                 | Alex Wood          |                 |
| 2019 | Gyerekjáték            | Child's Play               | Andy Barclay       | Kretz Boldizsár |
| 2019 | Playmobil: A film      | Playmobil: The Movie       | Charlie Brenner    | Mayer Marcell   |
| 2019 |                        | Robert the Bruce           | Scott              |                 |
| 2020 | Gondolkozz kutyául!    | Think Like a Dog           | Oliver Reed        | Maszlag Bálint  |
| 2020 | Téboly                 | Unhinged                   | Kyle Flynn         | Molnár Olivér   |
| 2022 | A Fabelman család      | The Fabelmans              | Roger              | Tóth Márk       |

### Televízió
| Év        | Magyar cím             | Eredeti cím                 | Szerep               | Megjegyzések                             |
| --------- | ---------------------- | --------------------------- | -------------------- | ---------------------------------------- |
| 2014      |                        | Maker Shack Agency          | legkisebb gót gyerek | 1 epizód                                 |
| 2014      | A Grace klinika        | Grey's Anatomy              | Jared Cole           | 1 epizód                                 |
| 2014      | Virágszirmok a szélben | Petals on the Wind          | Michael              | tévéfilm                                 |
| 2014–2015 |                        | Stalker                     | Ethan Taylor         | 8 epizód                                 |
| 2015      |                        | Your Family or Mine         | Jason Weston Jr.     | 3 epizód                                 |
| 2015      |                        | Wicked City                 | Cooper Flynn         | 2 epizód                                 |
| 2015      |                        | Code Black                  | Jason Riner          | 1 epizód                                 |
| 2016      |                        | American Gothic             | Jack Hawthorne       | 13 epizód                                |
| 2016      |                        | Mamma Dallas                | Tucker Cox           | tévéfilm                                 |
| 2016–2017 | Outcast                | Outcast                     | Joshua Austin        | - 4 epizód - magyar hangja: - Pál Dániel |
| 2018      |                        | The Dangerous Book for Boys | Wyatt McKenna        | 6 epizód                                 |
| 2021      |                        | Just Beyond                 | Jack                 | 1 epizód                                 |
| 2021–2023 | A Moszkitó-part        | The Mosquito Coast          | Charlie Fox          | állandó szerep                           |
| 2022      |                        | Cipher                      | Asa                  | tévéfilm                                 |

### Videóklipek
| Év   | Cím               | Előadó             | Szerep | Megjegyzés |
| ---- | ----------------- | ------------------ | ------ | ---------- |
| 2016 | "A New Beginning" | Wolfie's Just Fine | fiú    |            |
| 2016 | "It's a Job"      | Wolfie's Just Fine | fiú    |            |